# Lubuk Mentilin
Lubuk Mentilin is een bestuurslaag in het regentschap Merangin van de provincie Jambi, Indonesië. Lubuk Mentilin telt 152 inwoners (volkstelling 2010).